# Chips & Technologies Super386

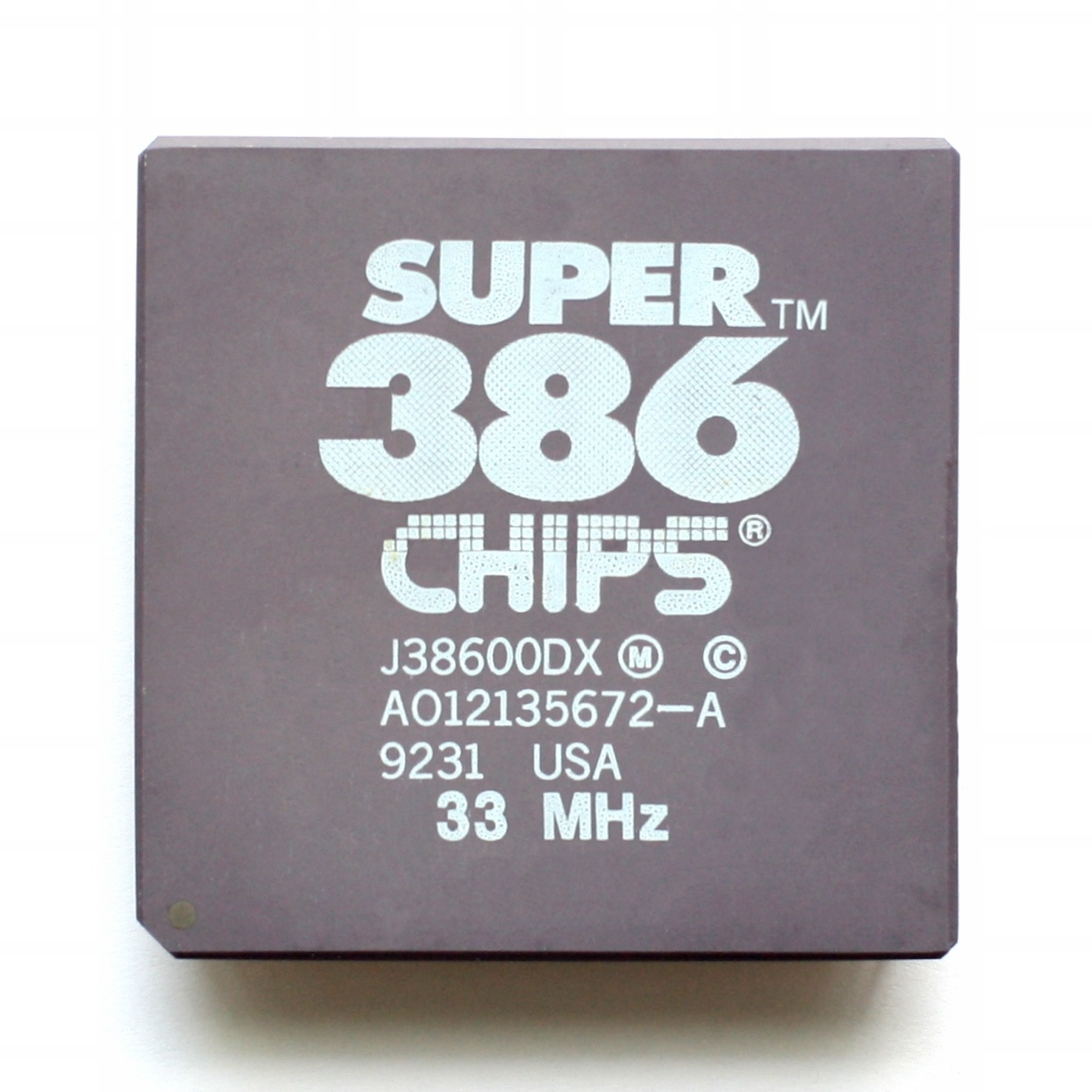
Super 386 J38600DX.

Super386 war eine Prozessorfamilie von Chips & Technologies, die Befehls- und teilweise sogar Pin-kompatibel zum Intel 80386 war.
Chips & Technologies integrierte zwei Pipelines zur Befehlsausführung und bei einigen Versionen sogar noch einen kleinen L1-Cache. Damit entsprachen die Prozessoren eher der 80486-Generation und waren den Intel-Pendants in der Leistung leicht überlegen. Dies macht sie vergleichbar mit den Cx486SLC und Cx486DLC Prozessoren von Cyrix. Trotzdem konnte Chips & Technologies sich nicht am Markt durchsetzen und entwickelte keinen Nachfolger.

## Probleme mit Koprozessoren
Wie alle 80386-Prozessoren können auch die Super386-Prozessoren mit einem mathematischen Koprozessor wie dem i387 oder einem kompatiblen Modell ergänzt werden. Bei dem Super386 gibt es allerdings einen Bug, der die Kommunikation zwischen Hauptprozessor und Koprozessor beeinträchtigt. Deshalb erreichen Koprozessoren in Verbindung mit dem Super386 nur einen Bruchteil ihrer eigentlichen Leistungsfähigkeit.

## Architektur

### 38600DX und 38605DX
- max. adressierbarer Speicher: 4 GB
- Verarbeitungsbreite: 32 Bit
- Datenbus: 32 Bit
- Adressbus: 32 Bit

### 38600SX und 38605SX
- max. adressierbarer Speicher: 16 MB
- Verarbeitungsbreite: 32 Bit
- Datenbus: 16 Bit
- Adressbus: 24 Bit

Durch den externen 16-Bit-Datenbus ist die Verwendung billiger 80286-Chipsätze möglich.

## Modelldaten

### 38600SX
Der 38600SX entspricht in etwa dem i386SX und ist pinkompatibel zu diesem.
- L1-Cache: nicht vorhanden
- L2-Cache: nicht vorhanden
- Bauform: PGA mit 132 Pins
- Betriebsspannung (VCore): 5 V
- Erscheinungsdatum: 1992
- Fertigungstechnik:
- Die-Größe: ? bei ? Transistoren
- Taktraten:
  - 33 MHz
  - 40 MHz

### 38605SX
Der 38605SX entspricht in etwa dem i386SX mit zusätzlichem L1-Cache, ist aber nicht pinkompatibel zu diesem.
- L1-Cache: 512 Byte Datencache
- L2-Cache: nicht vorhanden
- Bauform: PGA mit 144 Pins
- Betriebsspannung (VCore): 5 V
- Erscheinungsdatum: 1992
- Fertigungstechnik:
- Die-Größe: ? bei ? Transistoren
- Taktraten:
  - 33 MHz
  - 40 MHz

### 38600DX
Der 38600DX entspricht in etwa dem i386DX
- L1-Cache: nicht vorhanden
- L2-Cache: nicht vorhanden
- Bauform: PGA mit 132 Pins
- Betriebsspannung (VCore): 5 V
- Erscheinungsdatum: 1992
- Fertigungstechnik:
- Die-Größe: ? mm² bei ? Transistoren
- Taktraten:
  - 25 MHz
  - 33 MHz
  - 40 MHz (?)

### 38605DX
Der 38605DX entspricht in etwa dem i386DX mit zusätzlichem L1-Cache, ist aber nicht pinkompatibel zu diesem.
- L1-Cache: 512 Byte für Instruktionen
- L2-Cache: nicht vorhanden
- Bauform: PGA mit 144 Pins
- Betriebsspannung (VCore): 5 V
- Erscheinungsdatum: 1992
- Fertigungstechnik:
- Die-Größe: ? mm² bei ? Transistoren
- Taktraten:
  - 33 MHz
  - 40 MHz